# 道の駅いまべつ

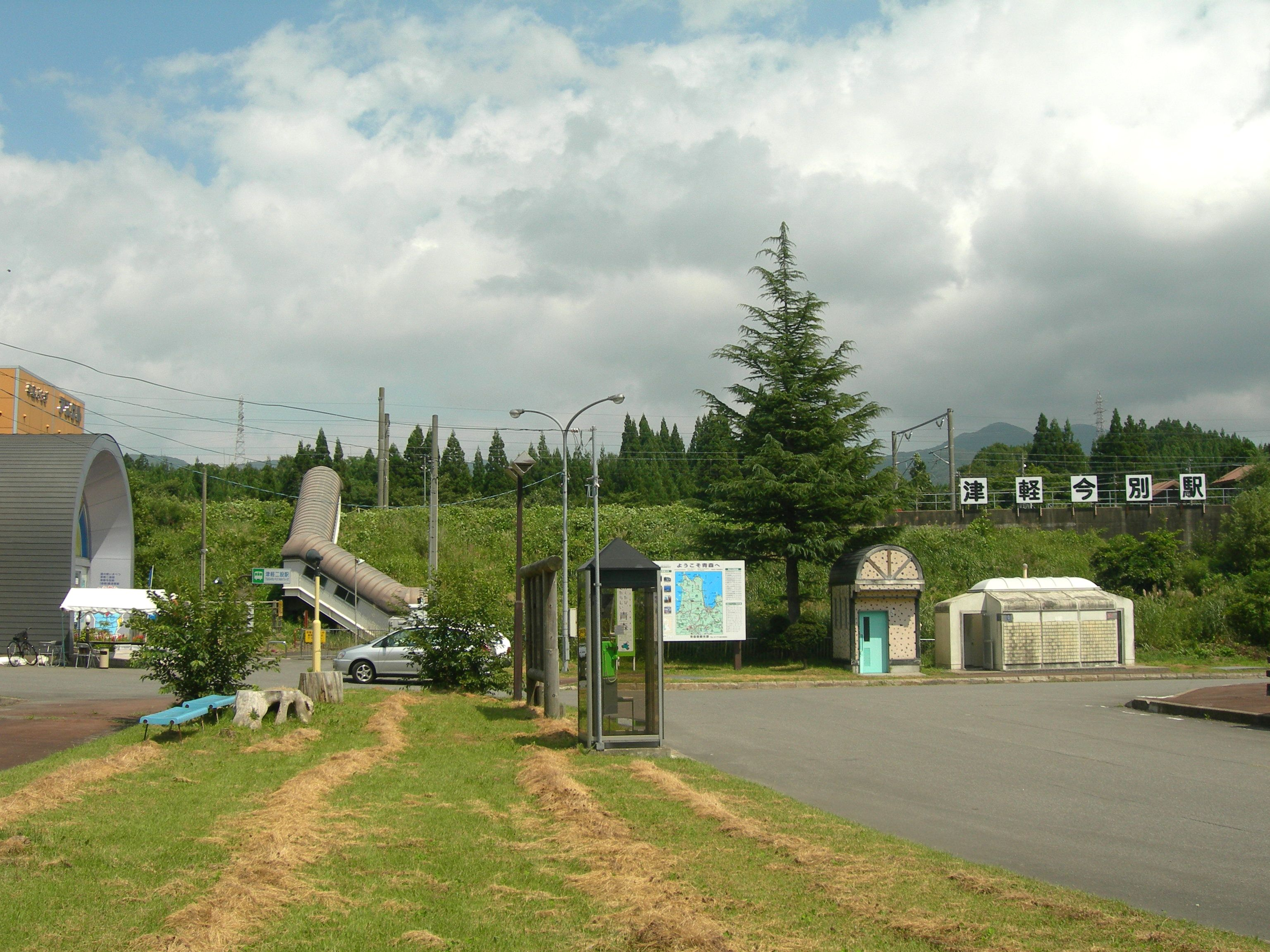
奥津軽いまべつ駅開業前の道の駅いまべつ・津軽二股駅・津軽今別駅

道の駅いまべつ （みちのえき いまべつ）は、青森県東津軽郡今別町大川平にある青森県道14号今別蟹田線の道の駅である。愛称は半島ぷらざアスクル。

## 概要

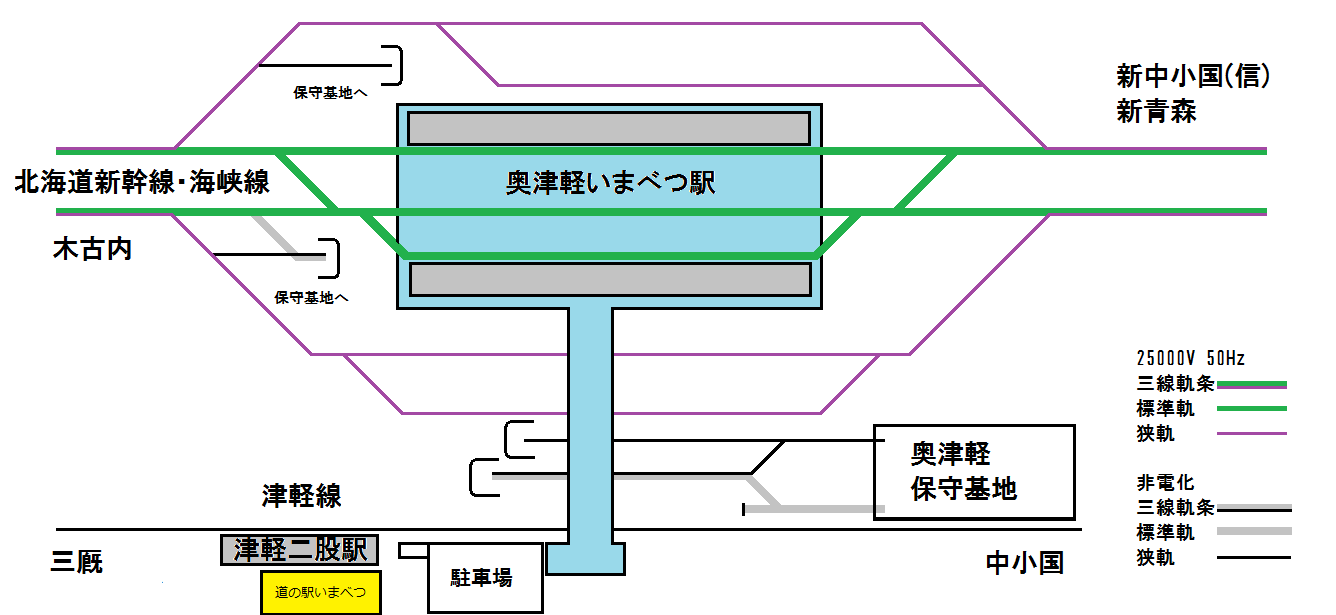
3駅の位置関係

東日本旅客鉄道（JR東日本）津軽線 津軽二股駅の駅舎跡地に建てられ、駅ホームと隣接する。また北海道旅客鉄道（JR北海道）北海道新幹線 奥津軽いまべつ駅にも隣接しており、3つの駅がある。これは全国でも珍しい道の駅である。
道の駅として登録している道路は青森県道14号今別蟹田線であるが、2015年12月に新たに県道に認定された青森県道287号奥津軽いまべつ停車場線沿いにある。
道の駅舎内には、観光情報・釣り情報などのコーナーのほか、売店、食堂がある。また列車待合スペースもあるが、JRの乗車券類は販売されていない。
かつて営業していたJR北海道海峡線 津軽今別駅を含め、合計4つの駅名を併せ持つことから「し（四）あわせの駅」と道の駅舎入り口にペイントされている。
2013年（平成25年）11月11日から - 2015年（平成27年）4月23日の間、北海道新幹線開業工事および駅前広場整備工事等により休業していた。休業期間中は、風除室のみ津軽二股駅および津軽今別駅の待合室として利用可能であった。2015年（平成27年）4月24日にリニューアルオープンした。

## 施設
営業時間は9:00 - 18:00（4月 - 10月）・9:30 - 15:00（11月 - 3月）である。
- 駐車場
  - 普通車：38台
  - 大型車：3台
  - 身障者用：2台
- トイレ 合計15器
  - 身障者用：2器、24時間利用可能
- 公衆電話：1台
- 公衆FAX
- 物産販売所「アスクル」
- 軽食・喫茶
- 待合室

## 休館日
- 1月1日 - 1月2日
- 毎週水曜日（11月 - 3月）

## 周辺
- 荒馬の里資料館
- 青函トンネル入口広場「青函夢公園」（車で15分）

## アクセス
- JR東日本津軽線津軽二股駅・JR北海道北海道新幹線奥津軽いまべつ駅からすぐ。
- 今別町巡回バス山線・「奥津軽いまべつ駅」バス停下車。
- 弘南バス中里駅前〜奥津軽いまべつ駅前線で終点「奥津軽いまべつ駅前」バス停下車・2016年3月26日から運行開始[注 2][注 3]。